# Baikwa
Baikwa ou Baikoua est un village de la région du Nord au Cameroun. Situé dans la commune de Rey-Bouba dans le département du Mayo-Rey, il fait partie du lamidat de Rey-Bouba.

## Population
Lors du recensement de 2005, le village comptait 5 935 habitants.